# Rejon nikolski
Rejon nikolski – jednostka administracyjna wchodząca w skład obwodu donieckiego Ukrainy.
Rejon utworzony w 1925, ma powierzchnię 1200 km² i liczy około 32 tysięcy mieszkańców. Siedzibą władz rejonu jest Nikolśke.